# Mangrovenliest
Der Mangrovenliest (Halcyon senegaloides) ist ein an den Küstengebieten im Osten Afrikas lebender Eisvogel.

## Merkmale
Der Mangrovenliest ist etwa 22 Zentimeter groß und hat einen vollständig roten Schnabel, der größer als der des Senegalliest ist. Die Unterseite der Flügel ist weiß mit einer kleinen schwarzen Stelle an den Achselfedern.

## Vorkommen
Der Mangrovenliest lebt meistens nicht weiter als 20 km von der Küste entfernt. Sein Verbreitungsgebiet ist von etwa 3°Nord in Somalia bis etwa 33°Süd in der östlichen Kapprovinz, südlich bis zum Great Kei River und Great Fish River. Es erstreckt sich bis zu 150 Kilometer landeinwärts im Tal des Juba, entlang des Sambesi bis nach Sena in Mosambik und gelegentlich in den Kruger-Nationalpark.

## Lebensraum
Der Mangrovenliest lebt in Wäldern und offenem Land mit bewaldeten Flüssen. Außerhalb der Brutzeit hält er sich in bewaldete Mündungen, Mangrovenwäldern, bewaldeten Küsten und kultivierten Gegenden, Dornenfeldern, lichten Wäldern, Stadtparks, Fischbecken und Gärten auf.

## Unterarten
Der Mangrovenliest ist monotypisch. Halcyon senegaloides ranivorus Meinertzhagen, R, 1924 wir heute als Synonym zur Nominatform betrachtet.